# Sympistis subsimplex
Sympistis subsimplex  là một loài bướm đêm thuộc họ Noctuidae. Nó được tìm thấy ở Bắc Mỹ, bao gồm Arizona.
Sải cánh dài 24–27 mm.